# 40 Winks
40 Winks, anche noto come 40 Winks: Conquer Your Dreams, è un videogioco a piattaforme sviluppato da Eurocom e pubblicato per PlayStation da GT Interactive nel 1999. È ambientato in una serie di mondi onirici.

## Trama
Nitekap, un uomo amareggiato e privato del suo sonno, decide di liberare il mondo dai bei sogni rapendo piccole creature note come "Winks", responsabili della realizzazione di bei sogni. Con il rapimento degli Winks, i tirapiedi di Nitekap conosciuti come "Hood-winks" sono in grado di trasformare tutti i bei sogni in incubi.
Nel ruolo di Ruff o Tumble, il giocatore deve salvare tutti i quaranta Winks rapiti che sono imprigionati in sei diversi "mondi onirici". Il giocatore viaggia attraverso ogni mondo e salva gli Winks durante l'avventura. Alla fine di ogni mondo, il giocatore combatte e sconfigge il compagno di Nitekap, un orsacchiotto antropomorfo chiamato Threadbear. Dopo aver salvato tutti i quaranta Winks, Ruff e Tumble si confrontano con lo stesso Nitekap. Nitekap invia il Threadbear per fermarli, ma viene sconfitto ancora una volta. Threadbear accetta la sconfitta e sollecita Nitekap a fare lo stesso, ma Nitekap lo getta in strada, rifiutandosi di arrendersi. Threadbear dice a Ruff e Tumble che Nitekap non è in grado di dormire a causa di un orologio rumoroso presente in casa sua. Dopo che Ruff e Tumble hanno distrutto l'orologio, Nitekap riesce finalmente a dormire, sentendosi felice al risveglio al mattino. Il gioco termina con Nitekap che tenta di sbarazzarsi di un Hood-winks.

## Modalità di gioco
Il giocatore prende il controllo di Ruff o Tumble in un ambiente di gioco tridimensionale con visuale in terza persona. Gli "Winks" sono piccole creature bianche che permettono di fare bei sogni, mentre gli "Hoodwinks", verdi e di dimensioni simili, sono i responsabili di eventuali incubi.
Durante il videogioco, il giocatore può raccogliere gettoni a forma di luna che vengono utilizzati per urlare alle apparizioni oniriche e gettoni a forma di Z che impediscono al personaggio del giocatore di svegliarsi. Devono essere raccolti anche degli ingranaggi fluttuanti che servono per aprire le porte. In ciascuno dei tre livelli di ogni mondo, il giocatore deve raccogliere quattro chiavi dei sogni da posizionare sul quadrante dell'orologio al fine di sfidare il boss, prima di passare al mondo successivo. Il personaggio viaggia attraverso mondi da sogno (Incubo, Sott'acqua, Spazio, Preistorico, Castello e Pirata). Il giocatore può anche trasformarsi in vari tipi di esseri: Cavernicolo, Robot, Giullare (solo Ruff), Fata (solo Tumble) e Ninja.

## Sviluppo
Il videogioco è stato sviluppato da Eurocom e pubblicato da GT Interactive per PlayStation nel novembre 1999. Nel dicembre 1999, GT Interactive ha dichiarato che la produzione stava discutendo se pubblicare o meno il videogioco su Nintendo 64, nonostante fosse già disponibile e in attesa di spedizione. Il videogioco è stato recensito dalle riviste Official Nintendo Magazine e Nintendo Power (il cui numero di gennaio 2000 conteneva una guida strategica), tuttavia è stato cancellato all'ultimo momento per le difficoltà finanziarie di GT Interactive.
Il 29 gennaio 2008, un prototipo quasi terminato di 40 Winks per Nintendo 64 è stata reso disponibile su internet. La versione è datata 7 ottobre 1999 ed è stata prelevata direttamente dal file sorgente.
Il 12 febbraio 2018, Piko Interactive ha lanciato una campagna Kickstarter confermando che la versione inedita per Nintendo 64 avrebbe visto una data d'uscita assieme ad una versione per Microsoft Windows tramite la piattaforma Steam. Entrambi i port sono stati finanziati quello stesso giorno.

## Accoglienza
L'uscita del videogioco per Playstation ha avuto risultati poco impressionanti, non riuscendo a classificarsi nella Top 30. 40 Winks ha ricevuto successivamente un voto medio sufficiente da GameRankings: 66,12%.